# Лавиринт (кратки филм)
„Лавиринт” је југословенски кратки филм из 1961. године. Режирао га је Живојин Павловић који је написао и сценарио.

## Улоге
| Глумац        | Улога |
| ------------- | ----- |
| Снежана Лукић |       |
| Иван Мартинац |       |